# Henri Van Oostayen
Henri Van Oostayen SJ (* 15. Februar 1906 in Kessenich (Belgien); † 19. April 1945 im KZ Bergen-Belsen) war ein belgischer römisch-katholischer Geistlicher, Jesuit und Märtyrer.

## Leben
Henri Van Oostayen wuchs ab 1909 in Kortessem auf und besuchte ab 1918 das Gymnasium in Tongern. 1924 trat er bei den Jesuiten in Arlon ein, studierte von 1927 bis 1930 in Löwen und ging in die Mission nach Indien. Er studierte in Kurseong und wurde 1937 zum Priester geweiht. Aus Gesundheitsgründen kehrte er 1940 nach Belgien zurück und wurde Rot-Kreuz-Geistlicher in Brüssel.
Wegen Widerstandsaktivitäten wurde er am 25. Juli 1944 festgenommen und kam über die Lager Fort Breendonk, KZ Herzogenbusch, KZ Mauthausen, KZ Sachsenhausen im Februar 1945 in das KZ Bergen-Belsen. Dort erlebte er am 15. April 1945 die Befreiung durch die British Army, starb jedoch vier Tage später im Alter von 39 Jahren.

## Gedenken
1975 wurde er in Yad Vashem als Gerechter unter den Völkern eingetragen. In Brüssel, 19 rue Saint-Ghislain, steht sein Name auf einer Gedenktafel für Naziopfer.